# Rutens
|  | Aquest article tracta sobre el poble gal antic. Si cerqueu el poble eslau modern, vegeu «Rutènia». |

Els rutens (en llatí: Ruteni, en grec Ῥουτῆνοι o Ῥουτανοί, 'Rhouténoi' o 'Rhoutànoi') van ser un poble gal situat entre la Gàl·lia Cèltica, segons diu Claudi Ptolemeu, i la província Narbonense, segons Estrabó. Van donar nom a la comarca de la Roerga (actual departament d'Avairon). Eren veïns dels gabals (gabali) i al seu país hi havia mines d'argent.
El cònsol Quint Fabi Màxim va derrotar els arverns i els rutens l'any 121 aC, però el país no es va convertir en província fins al temps de Cèsar, en què una part van ser inclosos a la Narbonense i es coneixien amb el nom de ruteni provinciales, que tenien com a ciutat més important Segodonum i probablement ocupaven la zona dels actuals departaments de l'Avairon i el Tarn, al sud del riu Tarnis o Tarn.
Vercingetòrix va enviar al país a Lucteri, cap dels cadurcs (cadurci), per atreure els rutens a la confederació dels gals, cosa que Lucteri va aconseguir. Cèsar llavors va enviar tropes al territori dels rutens provincials, dels volques arecòmics i dels tolosates. Plini el Vell, que també parla dels ruteni provinciales, situa a una branca d'aquest poble a la Narbonense.